# Internationale Luchthaven Paro
De luchthaven Paro is een internationale luchthaven bij de stad Paro in Bhutan. Luchthaven Paro is tevens het enige internationale vliegveld van het land Bhutan.
De luchthaven ligt op een hoogte van 2236 meter in een diepe vallei, de Parovallei, op 6 kilometer van de stad Paro zelf. De luchthaven heeft slechts één landingsbaan (hoek:15/33; lengte:1.986 m) en wordt bediend door één luchtvaartmaatschappij; de staatsluchtvaartmaatschappij van Bhutan, Druk Air. Druk Air is tevens de eigenaar van de luchthaven. Er is een passagiers- en een luchtvrachtterminal en er zijn twee standplaatsen voor vliegtuigen. In de passagiersterminal bevinden zich vier in-checkbalies en er is maar één gate.
In 2002 verwerkte de luchthaven 37.151 passagiers en werd er 90.983 ton vracht afgehandeld. Paro Airport is een van de gevaarlijkste luchthavens van de wereld. Slechts 8 piloten hebben een toelating om er te landen.

## Luchtvaartmaatschappijen en bestemmingen

### Azië
- Bangladesh
  - Dhaka - Luchthaven Dhaka - Druk Air
- Bhutan
  - Jakar - Bathpalathang Airport - Druk Air, Tashi Air
  - Trashigang - Yongphulla Airport - Druk Air, Tashi Air
- India
  - Delhi - Indira Gandhi International Airport - Druk Air
  - Gaya - Gaya Airport - Druk Air
  - Guwahati - Lokpriya Gopinath Bordoloi International Airport - Druk Air
  - Kolkata - Netaji Subhas Chandra Bose International Airport - Druk Air
  - Siliguri - Bagdogra Airport - Druk Air
- Nepal
  - Kathmandu - Tribhuvan International Airport - Buddha Air
- Singapore
  - Singapore - Internationale luchthaven Changi - Druk Air
- Thailand
  - Bangkok - Internationale Luchthaven Suvarnabhumi - Druk Air